# 第二屆花蓮台彩威力盃全國少棒賽
第二屆花蓮台彩威力盃少棒賽（英語：2nd Hualien Baseball Little League Tournament），主辦單位分別由中國信託慈善基金會、台灣彩劵公司、花蓮縣體育會以及中國信託商業銀行。比賽時間為2014年12月4日至12月7日為止，為期4天。本屆跟上屆一樣共有16隊參加，最終由台東縣奪得本屆冠軍。

## 賽事簡介
- 指導單位：教育部體育署、中華民國棒球協會、花蓮縣政府、花蓮縣議會
- 主辦單位：中國信託慈善基金會、台灣彩劵公司、花蓮縣體育會、中國信託商業銀行
- 承辦單位：花蓮縣體育會棒球委員會
- 協辦單位：花蓮縣立體育場、花蓮縣觀光協會、花蓮縣棒球發展協會
- 比賽日期：2014年12月4日至12月7日
- 比賽地點：花蓮縣國福棒壘球場。
- 比賽賽制：共16隊分4組。預賽每組取二隊進入複賽。

## 台彩威力盃的社會評價
為了讓選手安心參賽，主辦單位提供所有隊職員選手村住宿，並贈送參賽球員個人裝備，還有午餐、交通車接駁等服務，以及人情味濃厚的伴手禮。為減輕球隊負擔，來自離島的澎湖縣還獲得10萬元交通補助費。台彩公司總經理黃志宜表示：「希望以後金門、馬祖也能組隊共襄盛舉。」花蓮台彩威力盃的緣起是一位花蓮地方人士在2012年12月中了威力彩頭獎，扣稅後實得4.8億元。而他慨然捐出約四分之一（1.2億元），以公益信託的方式委託花蓮縣體育會，於去年開辦首屆賽事，由各縣市組成菁英聯隊與會。相關人士表示，如果運用得當，這筆錢至少可連辦20屆比賽。教育部體育署的王漢忠組長則提醒各界，許多縣市越來越重視這項比賽，希望比賽時不要產生運動傷害，讓球員快樂參賽、努力學習，體會棒球運動的真諦。
第二屆台彩威力盃全國少棒賽，除了獎金比照去年之外，也是繼金龍旗之後第二個設有百萬元獎金的棒球賽事，參賽的16支隊伍，更獲得3萬元補助，主辦單位還精心提供午餐及交通車接駁服務。花蓮縣體育會強調，雖然獎金高，但並不會直接給予教練或球員，而是由球隊所屬的政府相關單位代收，作為添購球具或營養補給之用，盼能幫助基層棒球發展。